# Мало-Бішкураєво
Мало-Бішкура́єво (рос. Мало-Бишкураево, башк. Кесе Бишҡурай) — присілок у складі Ілішевського району Башкортостану, Росія. Входить до складу Бішкураєвської сільської ради.
Населення — 169 осіб (2010; 168 у 2002).
Національний склад:
- башкири — 97 %